# Salón del Libro de Toronto
El Salón del Libro de Toronto' ( en francés: Salon du livre de Toronto ) es una feria del libro de carácter anual que se celebra en la ciudad canadiense de Toronto, en la región de Ontario, para celebrar y publicitar la literatura en lengua francesa. Inaugurada en 1993 como la primera feria del libro en francés en Canadá fuera de la francófona Quebec, el evento presenta un programa de lecturas de autores, mesas redondas y exposiciones de editoriales a lo largo de varios días. Fechada en otoño, se centra principalmente en autores franco-ontarianos, aunque también participan editores y escritores de Quebec y de lengua francesa en general.
Debido al acceso limitado de la comunidad franco-ontariana, afecta principalmente a la industria editorial y las juntas escolares de lengua francesa, las instituciones postsecundarias, las bibliotecas y otras organizaciones comunitarias de la provincia.

## Historia
El evento fue fundado por la escritora y educadora Christine Dumitriu Van Saanen, quien ejerció de directora general hasta 2006.

## Premios
Desde su creación, el certamen ha otorgado un premio anual a una obra considerada como la mejor obra de literatura francesa del año escrita por un escritor de Ontario.  Inicialmente llamado Grand Prix du Salon du livre de Toronto, pasó a llamarse Prix Christine-Dumitriu-Van-Saanen en 1999 para honrar a la fundadora del evento. En 2020, el premio pasó a llamarse Prix Alain-Thomas, tras la muerte del influyente académico franco-ontariano Alain Thomas.

### Gran Premio del Salón del Libro de Toronto (1993-1998)
| Año  | Autor              | Título                                                               | Notas |
| ---- | ------------------ | -------------------------------------------------------------------- | ----- |
| 1993 | Daniel Poliquín    |                                                                      |       |
| 1994 | Gabrielle Poulin   | El libro de la razón                                                 |       |
| 1995 | Mauricio Henrie    | El balcón en el cielo                                                |       |
| 1996 | Margarita Andersen | La Sopa                                                              | [ 4 ] |
| 1996 | Roberto Fortín     | Peut-il rêver celui qui s'endort dans la gueule des chiens           | [ 4 ] |
| 1997 | Andrée Christensen | Sacra Privada                                                        | [ 4 ] |
| 1998 | René Dionne        | Historia de la literatura franco-ontariana, des origines à nos jours | [ 4 ] |
| 1998 | Hedi Bouraoui      |                                                                      | [ 4 ] |

### Premio Christine-Dumitriu-Van-Saanen (1999-2019)
| Año  | Autor                    | Título                                                   | Notas               |
| ---- | ------------------------ | -------------------------------------------------------- | ------------------- |
| 1999 | Pierre Raphaël Pelletier | Il faut crier l'injure                                   |                     |
| 2000 | Hédi Bouraoui            | Ainsi parle la Tour CN                                   |                     |
| 2001 | Gaétan Gervais           | Les jumelles Dionne et l'Ontario français                |                     |
| 2002 | Esther Beauchemin        | Maïta                                                    |                     |
| 2002 | Nicole V. Champeau       | Ô Saint-Laurent - Le fleuve à son commencement           |                     |
| 2002 | Jean-Louis Grosmaire     | Paris-New York                                           |                     |
| 2002 | Michèle Matteau          | Cognac et porto                                          |                     |
| 2002 | Melchior Mbonimpa        | Le totem des Baranda                                     |                     |
| 2003 | Aristote Kavungu         | Un Train pour l'Est                                      |                     |
| 2004 | Franco Catanzariti       | Sahel                                                    |                     |
| 2004 | Andrée Lacelle           | La lumière et l'heure                                    | [ 4 ]               |
| 2004 | Melchior Mbonimpa        | Le dernier roi faiseur de pluie                          | [ 4 ]               |
| 2005 | Michèle Matteau          | Un doigt de brandy dans un verre de lait chaud           |                     |
| 2006 | Melchior Mbonimpa        | Les morts ne sont pas les morts                          | [ 4 ]               |
| 2007 | Andrée Christensen       | Depuis toujours j'entendais la mer                       |                     |
| 2007 | Maurice Henrie           | Le chuchotement des étoiles                              |                     |
| 2007 | Hélène Koscielniak       | Marraine                                                 |                     |
| 2008 | Antonio D'Alfonso        | L'Aimé                                                   | [ 4 ]               |
| 2008 | Paul-François Sylvestre  | Toronto s'écrit : la Ville Reine dans notre littérature  | [ 4 ]               |
| 2008 | Michèle Matteau          | Passerelles                                              | [ 4 ]               |
| 2009 | Claude Tatilon           | La Soupe au pistou                                       | [ 4 ]               |
| 2009 | Jean Mohsen Fahmy        | Frères ennemis                                           | [ 4 ]               |
| 2009 | Claire Rochon            | Fragments de Sifnos                                      | [ 4 ]               |
| 2010 | Daniel Soha              | L'Orchidiable                                            |                     |
| 2010 | Daniel Castillo Durante  | Ce feu si lent de l'exil                                 | [ 4 ]               |
| 2010 | Françoise Lepage         | Soudain l'étrangeté                                      | [ 4 ]               |
| 2011 | Louis L'Allier           | Les Danseurs de Kamilari                                 |                     |
| 2011 | Claude Desmarais         | Trois saisons                                            | [ 4 ]               |
| 2011 | Joëlle Roy               | Xman est back en Huronie                                 | [ 4 ]               |
| 2012 | Gilles Dubois            | L'Enfant qui ne pleurait jamais                          |                     |
| 2012 | Pierre Léon              | Le Mariage politiquement correct du Petit Chaperon Rouge | [ 4 ]               |
| 2012 | Monia Mazigh             | Miroir et mirages                                        | [ 4 ]               |
| 2013 | Marie-Josée Martin       | Un jour, ils entendront mes silences                     | [ 4 ]               |
| 2013 | Céline Forcier           | La critique                                              | [ 4 ]               |
| 2013 | Michel Thérien           | La fluidité des heures                                   | [ 4 ]               |
| 2014 | Andrée Christensen       | Racines de neige                                         |                     |
| 2014 | Jean Mohsen Fahmy        | L’ultime voyage                                          |                     |
| 2014 | Daniel Marchildon        | Le sortilège de Louisbourg                               |                     |
| 2015 | Michel Dallaire          | Violoncelle pour une lune d’automne                      |                     |
| 2015 | Hélène Koscielniak       | Frédéric                                                 | [ 4 ]               |
| 2015 | Blaise Ndala             | J'irai danser sur la tombe de Senghor                    | [ 4 ]               |
| 2016 | Didier Leclair           | Pour l'amour de Dimitri                                  | [ 4 ]               |
| 2016 | Marie Gingras            | La poulette grise                                        |                     |
| 2016 | Michèle Laframboise      | L'Écologie d'Odi                                         |                     |
| 2017 | Claude Guilmain          | AmericanDream.ca                                         |                     |
| 2017 | Gabriel Osson            | Hubert, le restavèk                                      |                     |
| 2017 | Paul-François Sylvestre  | Ma jumelle m'a quitté dans la dignité                    |                     |
| 2018 | Daniel Soha              | Chroniques tziganes : La légende de Joe Magarac          |                     |
| 2018 | Michelle Deshaies        | XieXie                                                   |                     |
| 2018 | Michel Thérien           | Des vallées nous traversent                              |                     |
| 2019 | Jean Mohsen Fahmy        | La Sultane dévoilée                                      |                     |
| 2019 | Andrée Christensen       | L'Isle aux abeilles noires                               |                     |
| 2019 | David Ménard             | Poupée de rouille                                        |                     |
| 2020 | Award not presented      | Award not presented                                      | Award not presented |

### Premio Alain-Thomas (2021-presente)
| Año  | Autor                | Título                                  | Notas |
| ---- | -------------------- | --------------------------------------- | ----- |
| 2021 | Gabriel Osson        | El día se aflojará                      |       |
| 2021 | Nicole V. Champeau   | Niágara…la vía que me lleva             |       |
| 2021 | Eric Mathieu         | Capitán Boudu y los niños de la Cédille |       |
| 2022 | Janine Messadié      | Carta a Tahar Ben Jelloun               |       |
| 2022 | Soufiane Chakkouche  | Zahra                                   |       |
| 2022 | Michelle Laframboise | El secreto de Paloma                    |       |
| 2023 | Helene Koscielniak   | Mégane y Mathis                         |       |
| 2023 | Elsie Surena         | Amours jaunies / Misceláneas            |       |
| 2023 | Nancy Vickers        | Cafarnaúm                               |       |
| 2024 | Jean Mohsen Fahmy    | De parte de las fronteras               |       |
| 2024 | Roger Levac          | El olor del oblicuo                     |       |
| 2024 | Michelle Vinet       | Jaz                                     |       |